# Ridolfo Ghirlandaio

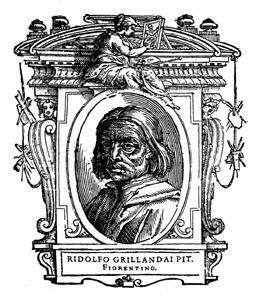
Ridolfo del Ghirlandaio, según las Vite de Vasari.

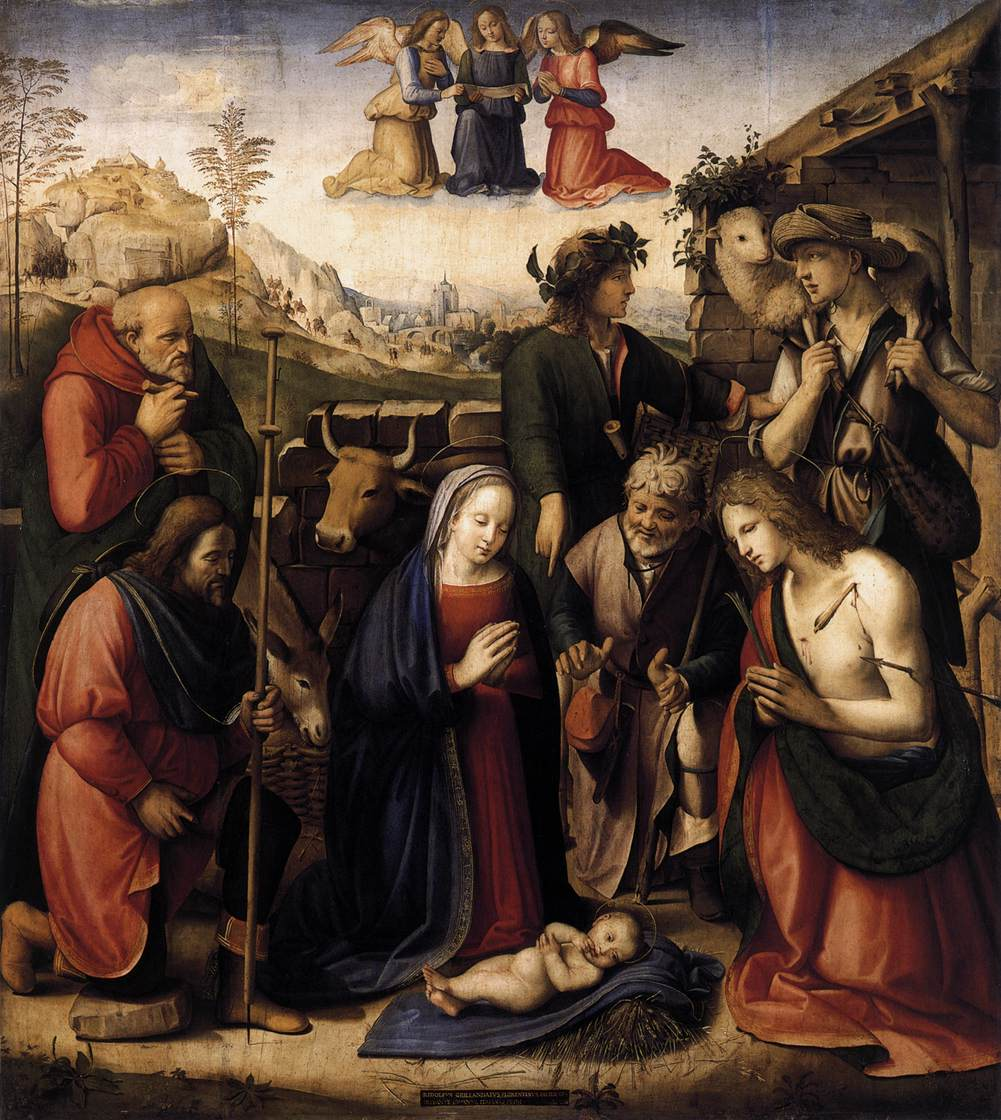
Adoración de los Pastores, por Ridolfo Ghirlandaio.

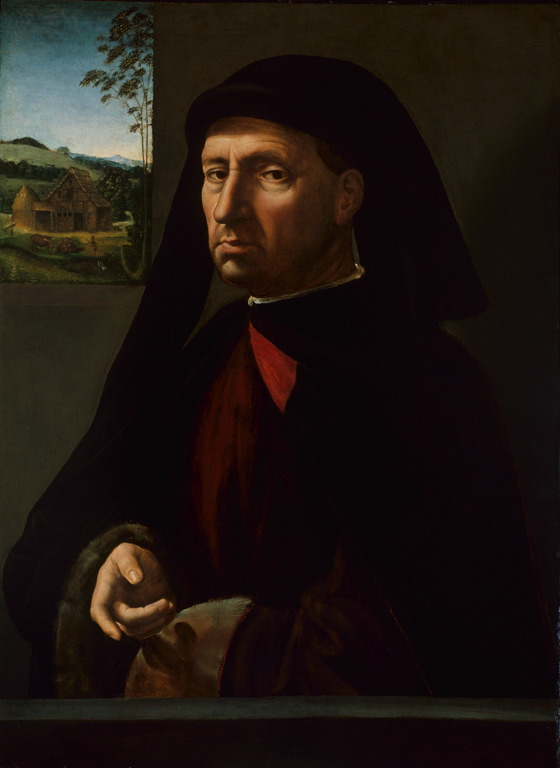
Retrato de Caballero, 1505, por Ridolfo Ghirlandaio, Art Institute of Chicago.

Ridolfo Ghirlandaio (Florencia, 1483 - 1561) fue un pintor renacentista italiano. Hijo de Domenico Ghirlandaio, fue discípulo del pintor florentino Piero di Cosimo y de sus tíos Davide y Benedetto. 

## Biografía
Educado como pintor por su tío Davide, ya que su padre había muerto cuando el todavía era un niño, su estilo se forjó dentro de la rama más conservadora de la escuela florentina. Le influyeron sucesivamente Piero di Cosimo y el joven Fra Bartolomeo, después,  Leonardo da Vinci, aunque superficialmente y, sobre todo, Rafael, que fue amigo suyo. El influjo del de Urbino le dio a su arte una cierta flexibilidad y gracia superpuesta a sus raíces más severas. Fue un excelente retratista, como muestra su obra Retrato de un caballero de la casa Capponi que se encuentra en el Museo Thyssen-Bornemisza de Madrid (España).
A partir de 1512, la influencia de Fra Bartolomeo se hace patente. Ghirlandaio la integra con solvencia, aunque hacia 1520 se empieza a observar un anquilosamiento en su arte, formalmente lograda pero hueca de sentimiento y creatividad. A duras penas logrará mantener el eficaz realismo descriptivo heredado de sus mayores, y muy levemente y a desgana, adoptará alguna novedad de corte manierista.
Tal vez por su longevidad, con el tiempo Ridolfo representó el estilo más inmovilista dentro de la pintura florentina, reacio a los cambios que operaron los nuevos artistas de tendencia Manierista. Siguió aferrado a los patrones del arte renacentista, tan bien representados por su padre Domenico.
A su muerte se hizo cargo de su taller su alumno más aventajado, Michele Tosini, más conocido como Michele di Ridolfo del Ghirlandaio. Este mantendrá los patrones heredados del taller, pero solo durante cierto tiempo. Hacia 1540 se sumergirá totalmente en la corriente manierista.

## Obras destacadas
- Virgen con Niño entre los Santos Francisco y María Magdalena (1503, Academia, Florencia).
- Coronación de la Virgen (1504, Louvre).
- Camino del Calvario (National Gallery, Londres), en esta obra podemos apreciar el estudio por parte de Ridolfo del cartón perdido de la Batalla de Anghiari, de Leonardo da Vinci.
- Retrato de dama, llamado "La Monja" (1506, Uffizi, Florencia).
- Dama con un conejo (1508, Yale Art Gallery)
- Muchacha con unicornio (1508-09, Galleria Borghese, Roma)
- Traslación del cuerpo de San Cenobio (1517, Academia, Florencia)
- Virgen con santos (1518, Museo de Pistoia)